# Die Eiskönigin – Das Musical
Die Eiskönigin – Das Musical (Original: Frozen – The Musical) ist ein Musical basierend auf der Disneyverfilmung Die Eiskönigin – Völlig unverfroren. Kristen Anderson-Lopez und Robert Lopez komponierten die Musik und verfassten die Liedtexte. Das Musical wurde am 17. August 2017 in Denver uraufgeführt, die erste Aufführung am Broadway fand am 22. März 2018 im St. James Theatre statt.
In Deutschland wurde das Musical von November 2021 bis September 2024 im Theater an der Elbe in Hamburg aufgeführt. Seit November 2024 wird das Musical im Stage Apollo Theater in Stuttgart aufgeführt.

## Handlung
Elsa hat magische Fähigkeiten. Aus Versehen lässt sie den Winter über ihr Königreich Arendelle einbrechen. Um sich und die Menschheit zu schützen, flüchtet sie. Ihre Schwester Anna macht sich zusammen mit Kristoff, seinem Rentier Sven und Schneemann Olaf auf die Suche nach Elsa.

## Titelliste

### Broadway
| Erster Akt - „Vuelie“ – Ensemble - „Let the Sun Shine On“ – junge Anna, junge Elsa, König, Königin & Stadtmenschen - „A Little Bit of You“ – junge Elsa und junge Anna - „Hidden Folk“ – Königin, Pabbie, junge Elsa, König & Ensemble - „Do You Want to Build a Snowman?“ – junge Anna, Anna & Elsa - „For the First Time in Forever“ – Anna, Elsa & Stadtmenschen - „Hans of the Southern Isles“ – Hans - „Dangerous to Dream“ – Elsa & Stadtmenschen - „Love Is an Open Door“ – Anna & Hans - „Reindeer(s) Are Better Than People“ – Kristoff - „What Do You Know About Love?“ – Anna & Kristoff - „In Summer“ – Olaf - „Hans of the Southern Isles (Reprise)“ – Hans, Weselton & Stadtmenschen - „Let It Go“ – Elsa | Zweiter Akt - „Hygge“ – Oaken, Kristoff, Anna, Olaf, Familie & Freunde - „For the First Time in Forever (Reprise)“ / „I Can't Lose You“ * – Anna & Elsa - „Dangerous to Dream (Reprise)“ – Elsa - „Fixer Upper“ – Bulda, Pabbie, Olaf & Hidden Folk - „Kristoff Lullaby“ – Kristoff - „Monster“ – Elsa, Hans & Männerensemble - „Hans of the Southern Isles (Reprise 2)“ – Hans & Anna - „True Love“ – Anna - „Colder by the Minute“ – Anna, Kristoff, Elsa, Hans & Stadtmenschen - „Finale“ – Ensemble |

* I Can't Lose You ersetzte im Februar 2020 For the First Time in Forever (Reprise)

### Deutschland
| Erster Akt - „Vuelie“ – Ensemble - „Seht den Sonnenschein“ – junge Elsa, junge Anna, König Agnarr, Königin Iduna, Bürgerinnen und Bürger von Arendelle - „Ein kleiner Teil von dir“ – junge Elsa, junge Anna - „Willst du einen Schneemann bauen?“ – junge Anna, Anna, Elsa - „Zum ersten Mal seit Ewigkeiten“ – Anna, Elsa, Bürgerinnen und Bürger von Arendelle - „Hans aus dem Süden“ – Hans - „Gefährlich wenn man träumt“ – Elsa, Bürgerinnen und Bürger von Arendelle - „Liebe, sie öffnet Tür'n“ – Anna, Hans - „Kein Mensch ist so gut wie ein Rentier“ – Kristoff - „Wann warst du schon mal verliebt?“ – Anna, Kristoff - „Im Sommer“ – Olaf - „Hans aus dem Süden (Reprise)“ – Hans, Pitzbühl, Bürgerinnen und Bürger von Arendelle - „Lass jetzt los“ – Elsa | Zweiter Akt - „Hygge“ – Oaken, Kristoff, Anna, Olaf, Familie und Freunde - „Du bist alles“ – Anna, Elsa - „Ein paar kleine Macken“ – Bulda, Pabbie, Olaf, verborgenes Volk - „Kristoffs Gute-Nacht-Geschichte“ – Kristoff - „Monster“ – Elsa, Hans, Männer von Arendelle - „Kälter, immer kälter“ – Anna, Kristoff, Elsa, Hans, Bürgerinnen und Bürger von Arendelle - „Finale“ – Elsa, Olaf, Anna, Kristoff, Bürgerinnen und Bürger von Arendelle |

aus dem Castbeileger 09/2022, Stage Theater an der Elbe Hamburg

## Inszenierung

### Vereinigte Staaten
Bereits im Januar 2014 wurde durch Bob Iger bekannt, dass die Disney Theatrical Productions bereits an einer Musicalumsetzung des Filmes Die Eiskönigin – Völlig unverfroren arbeiten würde. 2016 kündigte Disney das Musical offiziell für Frühjahr 2018 am Broadway an. Vor dem Start gastierte das Musical in Denver für einen Probelauf. Die Hauptrollen der Elsa und Anna übernahmen Caissie Levy und Patti Murin. Beide Darstellerinnen wurden auch für die Broadway-Produktion verpflichtet, die am 22. Februar 2018 mit Pre-Shows eröffnet wurde. Die offizielle Premiere fand am 22. März 2018 im St. James Theatre statt.
Jelani Alladin verließ das Musical im März 2019 und seine Rolle des Kristoff wurde von Noah J. Ricketts übernommen. Im Februar 2020 fand ein großer Castwechsel statt. Ciara Renée, McKenzie Kurtz und Ryan McCartan übernahmen die Rollen der Elsa, Anna und Hans.
Aufgrund der COVID-19-Pandemie wurde der Spielbetrieb am 11. März 2020 eingestellt. Wie die Disney Theatrical Productions am 14. Mai 2020 bekannt gab, kehrt das Musical nach der Corona-Krise nicht an den Broadway zurück. Somit wurde das Musical nach 825 Vorstellungen und 26 Previews-Shows eingestellt und ist das erste Musical, welches in den USA der Pandemie zum Opfer gefallen ist.
Das Musical avancierte sehr schnell zum erfolgreichsten Musical im St. James Theatre. Bis März 2020 spielte das Musical bei Produktionskosten von ungefähr 35 Millionen US-Dollar insgesamt 150 Millionen US-Dollar ein.
Eine US-Tournee basierend auf der Broadway-Produktion begann am 10. November 2019 in Schenectady, New York. Diese musste ebenfalls im März 2020 unterbrochen werden. Im September 2021 wurde die Tournee wieder aufgenommen. Die letzte Performance fand am 1. September 2024 statt.

### Deutschland
Im März 2019 wurde von den Machern des Musicals bestätigt, dass Frozen im Herbst 2021 nach Hamburg kommen soll. Ursprünglich war der Premieretermin auf den 7. März 2021 datiert, wurde jedoch aufgrund der COVID-19-Pandemie auf November 2021 verschoben. Anfang August wurden mit Sabrina Weckerlin und Celena Pieper die Hauptdarstellerinnen der Elsa und Anna bekanntgegeben. Das Musical feierte schließlich am 8. November 2021 im Hamburger Stage Theater an der Elbe Premiere.
Ein erster Cast-Wechsel fand im Sommer/Herbst 2022 statt. Benét Monteiro verließ das Musical im Juli 2022 und wurde von Owen Playfair ersetzt. Im Oktober desselben Jahres übernahm Bob van de Weijdeven von Milan van Waardenburg die Rolle des Hans. Bis Ende Juli 2023 haben mehr als eine Million Besucher das Musical im Hamburger Hafen gesehen. Das Musical wurde um ein Jahr bis 2024 verlängert. Zum 18. Oktober 2023 fand ein größerer Cast-Wechsel statt. Willemijn Verkaik und Abla Alaoui übernahmen die Hauptrollen Elsa und Anna, während Jan Kersjes in die Rolle des Olaf schlüpfte. Verkaik verließ Ende August die Show und wurde für die letzten Wochen durch Janneke Ivankova ersetzt, die zuvor bereits alternierend die Rolle der Elsa verkörperte. Die Dernière fand nach 1.191 Aufführungen am 29. September 2024 statt. Insgesamt wurde das Musical bis dahin von rund 1,5 Millionen Besuchern gesehen.
Im November 2023 wurde bekannt, dass das Musical ab dem 26. November 2024 im Apollo Theater in Stuttgart aufgeführt werden soll. Die Hauptrollen übernehmen Ann Sophie (Elsa) und erneut Alaoui (Anna).

### Vereinigtes Königreich
Neben der deutschen Produktion wurde im März 2019 auch die britische angekündigt. Das Musical sollte dort ab Oktober 2020 im Londoner West End aufgeführt werden. Wegen der anhaltenden COVID-19-Pandemie wurde die Premiere zunächst auf April und später auf September 2021 verschoben. Im Dezember 2019 wurde bekannt, dass Samantha Barks die Hauptrolle der Elsa übernehmen wird. Premiere des Musicals findet am 8. September 2021 statt, Previews ab dem 27. August. Die letzte Show fand am 8. September 2024 statt. Die Londoner Produktion des Musicals ist in mehreren Szenen aufwendiger als die Hamburger Produktion.
Anfang 2024 wurde die Londoner Produktion mit Samantha Barks in der Hauptrolle der Elsa aufgezeichnet. Im August 2024 kündigte Disney an, dass die Aufzeichnung 2025 auf Disney+ erscheinen soll. Die Veröffentlichung auf Disney+ erfolgte schließlich am 20. Juni 2025, jedoch ist der Inhalt in Deutschland zurzeit noch nicht abrufbar. Ein Startdatum für Deutschland steht bisher noch nicht fest.

## Besetzung
|                     | Original Broadway Cast | Deutsche Premierenbesetzung Hamburg (November 2021 – Oktober 2023) | Deutsche Besetzung Hamburg (Oktober 2023 – September 2024) | Deutsche Besetzung Stuttgart (seit November 2024) |
| ------------------- | ---------------------- | ------------------------------------------------------------------ | ---------------------------------------------------------- | ------------------------------------------------- |
| Anna                | Patti Murin            | Celena Pieper                                                      | Abla Alaoui                                                | Abla Alaoui                                       |
| Elsa                | Caissie Levy           | Sabrina Weckerlin                                                  | Willemijn Verkaik                                          | Ann Sophie                                        |
| Kristoff            | Jelani Alladin         | Benét Monteiro                                                     | Owen Playfair                                              | Jonathan Hamouda Kügler                           |
| Hans                | John Riddle            | Milan van Waardenburg                                              | Bob van de Weijdeven                                       | Simon Loughton                                    |
| Olaf                | Greg Hildreth          | Elindo Avastia                                                     | Jan Kersjes                                                | Kaj-Louis Lucke                                   |
| Pabbie              | Timothy Hughes         | David Negletto                                                     | Nicola Monterumisi                                         | David Hegyi                                       |
| Weselton / Pitzbühl | Robert Creighton       | Eric Minsk                                                         | Eric Minsk                                                 | Eric Minsk                                        |
| Oaken               | Kevin Del Aguila       | Marlon Wehmeier                                                    | Sjoerd Knol                                                | Stefan Tolnai                                     |
| Sven                | Andrew Pirozzi         | Petter Linsky & Antoine D. Banks-Sullivan                          | Yvan Karlsson & Paolo Ava                                  | Artem Salastelnyk & Paolo Ava                     |
| Königin Iduna       | Ann Sanders            | Lanie Sumalinog                                                    | Lanie Sumalinog                                            | Lanie Sumalinog                                   |
| König Agnarr        | James Brown III        | Dominik Doll                                                       | Dominik Doll                                               | Vikrant Subramanian                               |
| Bulda               | Olivia Phillip         | Kimberly Thompson                                                  | Meltem Ürküt                                               | Meltem Ürküt                                      |
| Anna (alternierend) | Aisha Jackson          | Willemijn Maandag                                                  | Chiara Fuhrmann                                            | Kim Fölmli                                        |
| Elsa (alternierend) | Alyssa Fox             | Janneke Ivankova                                                   | Janneke Ivankova                                           | Mercedesz Csampai                                 |

## Aufführungen
| Land                   | Aufführungsort | Premiere          | Derniere           | Theater                    |
| ---------------------- | -------------- | ----------------- | ------------------ | -------------------------- |
| Vereinigte Staaten     | Denver         | 17. August 2017   | 1. Oktober 2017    | Buell Theatre              |
| Vereinigte Staaten     | Broadway       | 22. März 2018     | 11. März 2020      | St. James Theatre          |
| Vereinigte Staaten     | Tour           | 10. November 2019 | 1. September 2024  | diverse                    |
| Japan                  | Tokio          | 24. Juni 2021     |                    | JR-EAST Shiki Theatre HARU |
| Vereinigtes Königreich | London         | 8. September 2021 | 8. September 2024  | Theatre Royal Drury Lane   |
| Deutschland            | Hamburg        | 8. November 2021  | 29. September 2024 | Stage Theater an der Elbe  |
| Deutschland            | Stuttgart      | 26. November 2024 |                    | Stage Apollo Theater       |
| Niederlande            | Scheveningen   | 9. Juni 2024      |                    | AFAS Circustheater         |

## Soundtrack
Der Soundtrack wurde in den Vereinigten Staaten digital am 11. Mai 2018 veröffentlicht. In Deutschland erschien der Soundtrack mit Live-Aufnahmen aus Hamburg am 25. März 2022.